# Canelles-Talsperre
Die Canelles-Talsperre (auf Katalanisch Pantà de Canelles) befindet sich in den spanischen Provinzen Huesca und Lleida im Lauf des Flusses Noguera Ribagorzana. Sie hat einen Speicherraum von 679 Millionen Kubikmetern und dient in erster Linie der Stromerzeugung.
Das ehemalige öffentliche Unternehmen Enher (aktuell ENDESA) baute sie 1960. Aufgrund ihrer Kapazität bildet sie den größten Stausee im Becken des Segre und den zweitgrößten im hydrographischen Becken des Ebro nach dem Staudamm von Mequinenza.